# Кевин Меаламу
Кевин Меаламу (енгл. Keven Mealamu; 20. март 1979) професионални је рагбиста и репрезентативац Новог Зеланда, који тренутно игра за екипу Блузси. Висок 181 цм, тежак 111 кг, у каријери је играо за екипу Чифс, пре него што је прешао у Окленд да игра за Блузсе. За Блузсе је до сада одиграо 164 мечева и постигао 55 поена. Освајао је са овом екипом најјачу лигу на свету. За најјачу репрезентацију на свету, дебитовао је 2002. против Велса у Кардифу. До сада је одиграо 130 тест мечева за Нови Зеланд и дао 60 поена. Освајао је са "ол блексима" куп три нације, куп четири нације и титулу шампиона света. Играо је и за Окленд у ИТМ купу.